# 斯豪文-德伊弗兰
斯豪文-德伊弗兰（荷蘭語：Schouwen-Duiveland，荷蘭語：[ˌsxʌuʋə(n) ˈdœyvəlɑnt] ⓘ）是荷蘭泽兰省的一個市镇和島嶼，位於荷蘭西南部。斯豪文-德伊弗兰在2016年有人口33,737人，面積488.94平方（188.78平方英里）（其中257.87平方（99.56平方英里）是水域）。

## 外部連結
- 官方网站 (in Dutch)